# Сарса-де-Тахо – Єла
Сарса-де-Тахо – Єла – газопровід в центральній частині Іспанії.
Споруджений в 2013 році трубопровід є одним з трьох, що обслуговують роботу підземного сховища газу Єла, та забезпечує його зв’язок з газопроводом Уельва – Алькасар-де-Сан-Хуан – Мадрид.
Довжина траси Сарса-де-Тахо – Єла дорівнює 107 кілометрів. Трубопровід виконаний в діаметрі 750 мм та має робочий тиск у 8 МПа.